# Juana Magdalena de Sajonia-Altenburgo
Juana Magdalena de Sajonia-Altemburgo (Altemburgo, 14 de enero de 1656-Weissenfels, 22 de enero de 1686) fue princesa de Sajonia-Altemburgo por nacimiento, y por matrimonio duquesa de Sajonia-Weissenfels.

## Biografía
Juana Magdalena era la única hija del duque Federico Guillermo II de Sajonia-Altemburgo y de la princesa Magdalena Sibila de Sajonia, hija del elector Juan Jorge I de Sajonia.
Ya huérfana a principios de 1668/69 cuando murieron sus dos padres, Juana Magdalena se convirtió en un juguete en los planes dinásticos de sus familiares. En 1671, a la edad de quince años, sus tíos, el elector Juan Jorge II de Sajonia y el duque Mauricio de Sajonia-Zeitz, cuyas residencias en Dresde y Zeitz ella visitaba frecuentemente, la casaron con su primo, el príncipe Juan Adolfo de Sajonia-Weissenfels.
El matrimonio de Juana Magdalena ocurrió en un momento de inestabilidad política, ya que su hermano mayor, el príncipe heredero Cristián, había muerto y su hermano menor de 13 años, Federico Guillermo III, estaba bajo la tutela de sus tíos. Aunque había sucedido como duque a su padre, estaba bajo la tutela de sus tíos debido a su minoría de edad y las declaraciones testamentarias de su padre.
El objetivo de los dos tíos miembros de la línea albertina era, por lo tanto, especular sobre la extinción de la línea ernestina en la línea masculina, ya que Altemburgo caería en posesión del ducado albertino de Weissenfels, por lo que el matrimonio también poseía la aprobación del duque Augusto de Sajonia-Weissenfels. Si, a su vez, los Weissenfels se extinguían también, los únicos que se beneficiarían serían las otras líneas albertinas debido a su estrecha relación.
El duque Federico Guillermo III murió de viruela medio año después de que su hermana contrajera matrimonio. Las dos ramas de la Casa de Wettin que antes rivalizaban reclamaron la herencia de Sajonia-Altemburgo. Finalmente, sucedieron los ernestinos Ernesto de Sajonia-Gotha y Juan Ernesto II de Sajonia-Weimar, porque presentaron reclamaciones más antiguas debido a conexiones dinásticas pasadas con Altemburgo en la década de 1630.

## Sajonia-Weissenfels
Debido a su educación proporcionada por los teólogos Johann Stiel y Johann Christfried Sagitario (1617-1689), Juana Magdalena fue piadosa durante toda su vida y mostró mucho interés en los asuntos eclesiásticos de su ducado. En privado, a menudo estudiaba la Biblia, a la que proporcionó numerosas anotaciones, y se dedicó a la compilación de libros de oración, colecciones en prosa y libros de texto, que regaló a familiares y miembros de la corte. Donó atuendos bordados de oro a la iglesia del castillo de su residencia, y más tarde, también donó un cáliz dorado y una caja de obleas. En 1681, donó una fuente bautismal de plata a la Iglesia de Santa María en Weissenfels. Con motivo de su muerte en 1686, se acuñaron monedas conmemorativas que se entregaron durante los exequias en su memoria.
Fue popular y querida en el país, y también se preocupaba por las necesidades de sus súbditos. Durante su vida, donó regularmente a los habitantes pobres de la ciudad de Weissenfels y les dejo dinero en su testamento.
Murió el 22 de enero de 1686, a la edad de 30 años y fue enterrada en un ataúd de estaño en la Iglesia del castillo de Neu-Augustusburg. Tres de sus hijos fueron sucesivamente duques de Sajonia-Weissenfels. Dado que todos los descendientes masculinos de sus hijos murieron en la infancia, la línea Weissenfelser terminó 60 años después de la muerte de Juana Magdalena.

## Matrimonio
En Altemburgo el 25 de octubre de 1671, se casó con Juan Adolfo I de Sajonia-Weissenfels. Tuvieron once hijos:
1. Magdalena Sibila (Halle, 3 de septiembre de 1673-Eisenach, 28 de noviembre de 1726), se casó el 28 de julio de 1708 con el duque Juan Guillermo III de Sajonia-Eisenach.
2. Augusto Federico (Halle, 15 de septiembre de 1674-ibidem, 16 de agosto de 1675).
3. Juan Adolfo (Halle, 7 de junio de 1676-ib., 18 de junio de 1676).
4. Juan Jorge (Halle, 13 de julio de 1677-Weissenfels, 16 de marzo de 1712), duque de Sajonia-Weissenfels.
5. Hijo nonato (Halle, 24 de julio de 1678).
6. Juana Guillermina (Halle, 20 de enero de 1680 -ib., 4 de julio de 1730).
7. Federico Guillermo (Weissenfels, 18 de enero de 1681-ib., Weissenfels, 20 de noviembre de 1681).
8. Cristián (Weissenfels, 23 de febrero de 1682-Sangerhausen, 28 de junio de 1736), duque de Sajonia-Weissenfels.
9. Ana María (Weissenfels, 17 de junio de 1683-Sorau, 16 de marzo de 1731), se casó el 16 de junio de 1705 con el conde Erdmann II de Promnitz.
10. Sofía (Weissenfels, 2 de agosto de 1684-Rosswald, Silesia, 6 de mayo de 1752), se casó primero el 16 de octubre de 1699 con el margrave Jorge Guillermo de Brandeburgo-Bayreuth, y en segundo lugar el 14 de julio de 1734 con José Alberto, conde de Hoditz y Wolframitz.
11. Juan Adolfo II (Weissenfels, 4 de septiembre de 1685-Leipzig, 16 de mayo de 1746), duque de Sajonia-Weissenfels.

- Datos: Q323033
- Multimedia: Johanna Magdalena of Saxe-Altenburg / Q323033